# Christoph Krauthoff
Christoph (I.) Krauthoff, auch Krauthof (* 6. August 1575 in Neubrandenburg; † 19. Januar 1655 in Stralsund) war von 1627 an bis zu seinem Tod Bürgermeister in Stralsund.

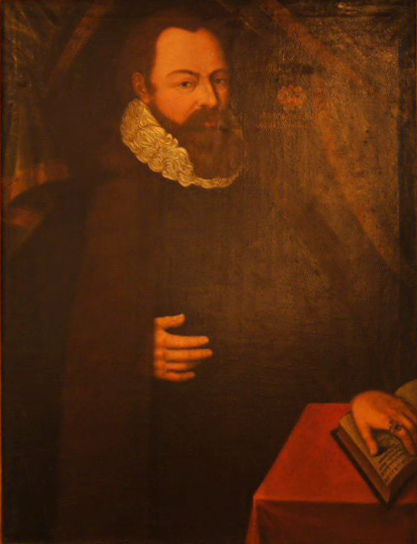
Porträt Christoph Krauthoff

## Leben
Christoph Krauthoff (zur Unterscheidung von zahlreichen namensgleichen Mitgliedern seiner Familie wird er als I. gezählt) wurde als eines von acht Kindern des Juristen und Neubrandenburger Bürgermeisters Jacob Krauthoff (I., 1535/1540–1600) in dessen zweiter Ehe mit Regine, geb. Hein, aus Rostock (?) geboren, deren Vater Jacob Hein und mütterlicher Großvater, Jacob Richard, Bürgermeister in Neubrandenburg gewesen waren. Christoph Krauthoff entstammte einem der großen frühneuzeitlichen Ratsgeschlechter, das für Neubrandenburg und Rostock Ratsherren und Bürgermeister in großer Zahl hervorgebracht hat. Sein Schwager Makus (III.) Lüschow und sein Bruder Jacob (II.) Krauthoff waren Ratsherren, ersterer in Rostock, letzterer in Neubrandenburg, der Mann seiner Halbschwester, Heinrich (I.) Tetze, sein Schwager Georg (der Ältere) Behm und sein Bruder Daniel (I.) Krauthoff waren Bürgermeister in Neubrandenburg, sein Bruder Heinrich Krauthoff war Ratssyndikus und Assessor am Hof- und Landgericht in Rostock, sein Schwager Friedrich Sandeker war Sekretär am selben Gericht, um nur einige zu nennen. Christoph Krauthoff selbst begründete den so genannten „Stralsunder Ast“ seiner Familie, an die in Neubrandenburg seit dem 19. Jahrhundert eine (von einstmals zwei) Krauthöfferstraße erinnert.
Krauthoff studierte ab dem Jahr 1587 an der Universität Rostock, Anfang 1598 an der Universität Wittenberg (als Magister). Er schloss sein Studium im Jahr 1601 mit dem Doktor der Rechte ab und ging nach Stralsund, wo er als Advokat tätig wurde. Im Jahr 1609 wurde er in den Rat der Stadt aufgenommen. Von 1627 an war er Bürgermeister.
Er war seit 1602 zunächst mit Margarete Krauthoff, geb. Andreae († 1626), einer Tochter des Stralsunder Ratsherrn Martin Andreae, verheiratet. Am 15. Juni 1627 heiratete er Katharina Krauthoff, geb. Westphal († 1648), verw. Jäger.
Krauthoff vertrat die Stadt Stralsund beim Hansetag im Januar/Februar 1612 in Lübeck. Er blieb bis zu seinem Tod 1655 Bürgermeister.

## Porträt
Das Porträt wird im Stralsund Museum aufbewahrt, zuvor im Rathaus Stralsund. Es zeigt den bärtigen Christoph Krauthof vor einem aufgeschlagenen Samtvorhang, mit Halskrause und einem Mantel. Beide Hände sind zu sehen, die rechte Hand im Vordergrund, die linke auf einem auf einem Tisch liegenden, aufgeschlagenen Buch. Neben seinem Kopf ist die Inschrift „A[NN]O. CHR[IST]I. 1635. / AETAT(IS) 60. NATVS. / A(NN)O. 1575.– 6 die Aug(usti) / Z M“ aufgebracht, ein Wappen unterbricht die Inschrift. Auf der rechten Buchseite steht „COD. LIB. I. TIT. III / Homini Cursus unus est / Vitae, ab opifice datus / Cuius finis omnino / Mors est“. Das Bildnis misst 88 × 106 cm. Möglicher Maler ist Zacharias Maus.

## Ehrung
Nach Christoph Krauthof wurde in den 1920er Jahren die Krauthofstraße im Bürgermeisterviertel im Stralsunder Stadtteil Frankenvorstadt benannt.